# Gran hivern de 1709

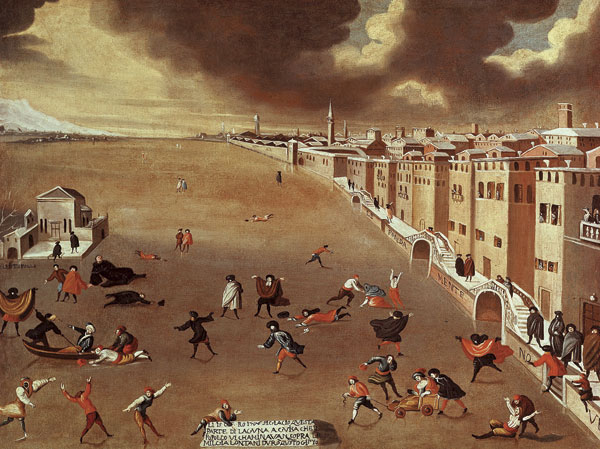
Le lagon gelé en 1709 de Gabriele Bella, mostra una llacuna que es va congelar el 1709 a Venècia (Itàlia)

Gran hivern de 1709, també conegut a Anglaterra com a Great Frost i a França com a Le Grand Hiver, va ser un hivern excepcionalment fred a Europa a finals de 1708 i inicis de 1709. Va ser l'hivern més fred a Europa dels darrers 500 anys. Aquest fred intens es va produir dins del període conegut com a Mínim de Maunder, quan les taques solars gairebé van desaparèixer de la superfície del Sol.
William Derham va registrar una mínima de -12°C la nit del 5 de gener de 1709 a Upminster, prop de Londres, i va ser la mesura més baixa des que havia iniciat el seu registre el 1697. Altres observadors meteorològics d'Europa també van inscriure als seus registres mínimes de fins a 15 sota zero. Derham escrigué a Philosophical Transactions "crec que la Gelada va ser la més gran (si no més universal) que cap altra que hi hagi hagut en la Memòria de l'Home".
La campanya russa de Carles XII, durant la Gran Guerra del Nord, va ser debilitada notablement per aquest hivern fred degut a les gebrades i les tempestes sobtades que causaren la mort de milers de soldats suecs en les successives ofensives; en una sola nit fora del campament van provocar la mort d'almenys 2.000 persones. En el bàndol rus, les baixes pel clima foren menors perquè estaven millor preparats per un clima advers d'aquestes característiques i perquè es mantenien reclosos cautelosament en el seus camps.
França també es va veure particularment afectada per aquesta adversitat climàtica que dugué a una forta fam que s'estima que provocà la mort de 600.000 persones ja a finals de 1710. Hi ha historiadors contemporanis nacionalistes que sostenen que no hi hagué morts a causa de la fam al Regne de França el 1709, sinó que moriren en ser temps de guerra.
El projecte Millennium de la Unió Europea s'ha interessat en aquest hivern inusual perquè els climatòlegs contemporanis no han estat capaços encara de correlacionar les causes conegudes del clima fred a Europa amb els patrons meteorològics documentats el 1709. Segons el climatòleg de la Universitat de Sunderland, Dennis Wheeler, "alguna cosa inusual sembla que va passar llavors".